# Saab Bofors Dynamics CBJ-MS
Saab Bofors Dynamics CBJ-MS — шведський пістолет—кулемет.
Вперше представлений публиці у серпні 2000 року. Розроблений за ізраільским зразком — Micro-Uzi.
Основний калібр — 6,5×25 мм CBJ, але для поліцейських підрозділів та для навчання з заміною ствола = 9×19мм Parabellum.
Відрізняється поліпшеною ергономікою, наявністю планки Пікатінні на кришці ствольної коробки. Ударно-спусковий механізм допускає ведення стрільби чергами і одиночними пострілами з відкритого затвора. Корпус частково виконаний з полімерних матеріалів.

## Експлуатанти
- Швеція
- Венесуела